# Фрумкина, Фрума Мордуховна
Фру́ма Мо́рдуховна Фру́мкина (1873, Борисов — 10 июля 1907, Москва) — член партии эсеров, террористка.

## Биография
Родилась в зажиточной еврейской семье города Борисова Минской губернии. Окончила акушерские курсы.
С середины 1890-х член Бунда, по делу которого арестована в 1898 году в Лодзи и выслана на год под полицейский надзор в Витебск. Впоследствии примкнула к эсерам. Собиралась устроить в 1902 году одиночное покушение на минского жандармского полковника, в 1903 ― на одесского градоначальника графа П. П. Шувалова, . Эсеры считали его виновным в еврейских погромах.
В апреле 1903 года арестована в Киеве по делу нелегальной эсеровской типографии, у неё обнаружили печатный станок и шрифт. При аресте бросилась с ножом на жандармов. На допросе, кинувшись на начальника Киевского жандармского управления генерала В. Д. Новицкого, пыталась перерезать ему горло.
27 мая 1903 года за террористическую деятельность и покушение на генерала Киевская судебная палата осудила Фрумкину на 11 лет каторги, которые она отбывала в Горном Зерентуе. По манифесту 1905 года срок был сокращен на 5 с половиной лет. Фрумкина подала заявление властям об отказе от помилования. По амнистии того же года, срок сокращен ещё на два года, и в июне 1906 года Фрумкина вышла на поселение в Забайкальскую область, откуда бежала. 28 февраля 1907 года её арестовали с револьвером в Большом театре в Москве по донесению агента охранки Зинаиды Жученко-Гернгросс. В театре Фрумкина намеревалась убить московского градоначальника генерала А. А. Рейнбота.
В Московской пересыльной тюрьме Фрумкина, раздобыв браунинг, стреляла в тюремной конторе в начальника пересыльной тюрьмы Багрецова и ранила его в руку.
25 июня 1907 года военным судом приговорена к смертной казни и повешена в ночь с 10 на 11 июля в Бутырской тюрьме.
Покончивший с собой в тюрьме М. Бердягин написал тогда же стихотворение «На смерть Ф. Фрумкиной», начинавшееся «Ещё одна жертва великой борьбы/За долю и счастье народа!..».